# Sandra S. Leonhard
Sandra S. Leonhard (auch Sandra Leonhard oder Sandra S. Leonhardt; * 18. Oktober 1976 in Gütersloh) ist eine deutsche Schauspielerin.

## Leben
Mit 17 Jahren kündigte Leonhard ihre Ausbildungsstelle, um am Schauspielhaus Düsseldorf als Komparsin zu arbeiten. Sie absolvierte Schauspielunterricht bei Anke Heimlich und Sprecherziehung bei Katharina Lesser. Ein nicht erfolgreiches Casting für ein Werbeprojekt ebnete ihr letztlich den Weg zu ihrem ersten Fernsehauftritt in der Serie Alarm für Cobra 11 – Die Autobahnpolizei.
Sie spielte in der Comedyreihe Anke an der Seite von Anke Engelke und in der ProSieben-Komödie Die Nacht, in der ganz ehrlich überhaupt niemand Sex hatte neben Florian Fitz. Im Kino war sie unter anderem in den Produktionen Suche impotenten Mann fürs Leben, Aus der Tiefe des Raumes und 18:15 ab Ostkreuz zu sehen.
Im Jahr 2007 gründete Sandra Leonhard die Produktionsfirma Löwenherz Film. Die von ihr geschriebene und produzierte Kurzfilm-Trilogie Pas de deux feierte im September 2008 Premiere als offizieller Wettbewerbsbeitrag beim Internationalen Film-Festival in Salento.
Leonhard lebt in Berlin.

## Filmografie (Auswahl)
- 1997–2006: Alarm für Cobra 11 – Die Autobahnpolizei (Fernsehserie, 2 Folgen, verschiedene Rollen)
- 1998: Gegen den Wind (Fernsehserie, 9 Folgen)
- 1998: Schrei leise
- 1998–1999: Unter uns (Fernsehserie)
- 1998: The Real Psycho
- 1999: SK Babies (Fernsehserie, 1 Folge)
- 1999: Schrei – denn ich werde dich töten!
- 1999: Curiosity & the Cat
- 1999: Der Clown (Fernsehserie, 1 Folge)
- 2000: Tatort – Einmal täglich (Fernsehreihe)
- 2000–2001: Anke (Fernsehserie)
- 2001: Ein starkes Team: Lug und Trug (Fernsehreihe)
- 2001: Tatort – Totenmesse
- 2001: In aller Freundschaft (Fernsehserie, 1 Folge)
- 2002: Die Nacht, in der ganz ehrlich überhaupt niemand Sex hatte
- 2002: Tatort: Der dunkle Fleck
- 2002: Dr. Sommerfeld – Neues vom Bülowbogen (Fernsehserie, 1 Folge)
- 2002–2007: Doppelter Einsatz (Fernsehserie, 2 Folgen, verschiedene Rollen)
- 2002: Der Ermittler (Fernsehserie, 1 Folge)
- 2002–2010: Küstenwache (Fernsehserie)
- 2003: Das Traumschiff – Südsee (Fernsehreihe)
- 2003: Suche impotenten Mann fürs Leben
- 2004: Aus der Tiefe des Raumes
- 2005: Morgen ist die Nacht vorbei
- 2006: SOKO Kitzbühel (Fernsehserie, 1 Folge)
- 2006–2007: Hinter Gittern – Der Frauenknast (Fernsehserie)
- 2006: 18:15 ab Ostkreuz
- 2007: Allein unter Bauern (Fernsehserie, 1 Folge)
- 2007: Der Mann im Heuhaufen
- 2007: Pas de deux
- 2007: Hallo Robbie! (Fernsehserie, 1 Folge)
- 2007: Die Rettungsflieger (Fernsehserie, 3 Folgen)
- 2007: Die Dreisten Drei (Fernsehserie)
- 2008: Rote Rosen (Fernsehserie, 31 Folgen)
- 2009–2015: In aller Freundschaft (Fernsehserie, 11 Folgen)
- 2017: Vollmond